# ریکا سالواتیرا
ریکا سالواتیرا (انگلیسی: Érika Salvatierra؛ زادهٔ ۳ مهٔ ۱۹۹۰) بازیکن فوتبال اهل بولیوی است.
وی همچنین در تیم‌های ملی فوتبال Bolivia women's national under-20 football team و زنان بولیوی بازی کرده‌است.